# Asignacija
Asignacija (upućivanje) vrsta je ugovora u obligacionom pravu kojim jedno lice, uputilac (asignant), ovlašćuje drugo lice, upućenika (asignat) da za njegov račun izvrši nešto određenom trećem licu, primaocu upute (asignatar), a ovoga ovlašćuje da to izvršenje primi u svoje ime.
Asignacija sama po sebi nikoga ne obavezuje jer jedno lice svojom izjavom volje ne može nametnuti volju drugome. Odnos između asignanta i asignatara naziva se valutnim odnosom jer se ovlašćenje koje je asignatar primio odnosi uglavnom na prijem određenog iznosa novca.